# Músculo glúteo menor
El músculo glúteo menor ([TA]: musculus gluteus minimus) es un músculo triangular del muslo, en la región glútea, debajo del glúteo mayor y glúteo medio y el más pequeño de los tres músculos glúteos.

## Origen e inserción
El músculo glúteo menor se origina en la cara externa del ala del ílion (hueso coxal), entre las líneas glúteas anterior e inferior. Las fibras convergen en la superficie profunda de una aponeurosis profunda, lo cual termina en un tendón que se inserta en una impresión del borde anterior y superior del trocánter mayor del fémur. Una bursa se interpone entre el tendón del glúteo menor y el trocánter mayor. Pasado el trocánter, la inserción final produce una expansión hacia la cápsula de la articulación de la cadera.

## Inervación e irrigación
El Gluteus minimus es inervado por el nervio glúteo superior -que contiene fibras provenientes de las raíces L4, L5, S1. Entre los glúteos medio y menor pasan las ramas profundas de los vasos glúteos superiores y el nervio glúteo superior.
La vascularización sanguínea del glúteo menor es llevada por la arteria glútea superior.

## Función
El músculo glúteo menor, así como el medio, son abductores, en especial cuando el miembro inferior está extendido. Es también un músculo de soporte del cuerpo, en particular cuando el individuo está parado en una de las piernas.
El músculo puede ser dividido en una parte anterior y otra posterior. Puede incluso enviar fibras al piramidal de la pelvis, al glúteo mayor o a la parte del origen. Por medio de sus fibras anteriores, al halar el trocante mayor, funciona como músculo rotatorio del muslo.
Junto con el músculo glúteo medio, en el Homo sapiens ayudan al bipedismo equilibrando el tronco en cada paso. En otros homínidos, como el chimpancé o gorila, ambos músculos tienen una función de extensor, igual que el músculo glúteo mayor.

## Galería

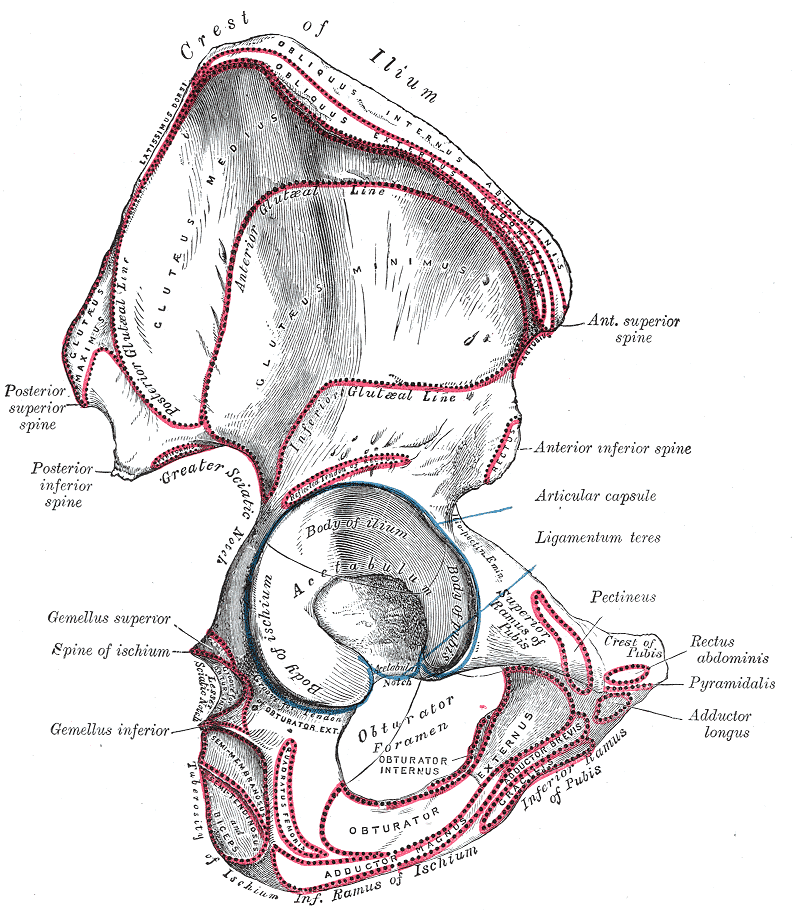
Hueso de la cadera derecha, superficie externa.
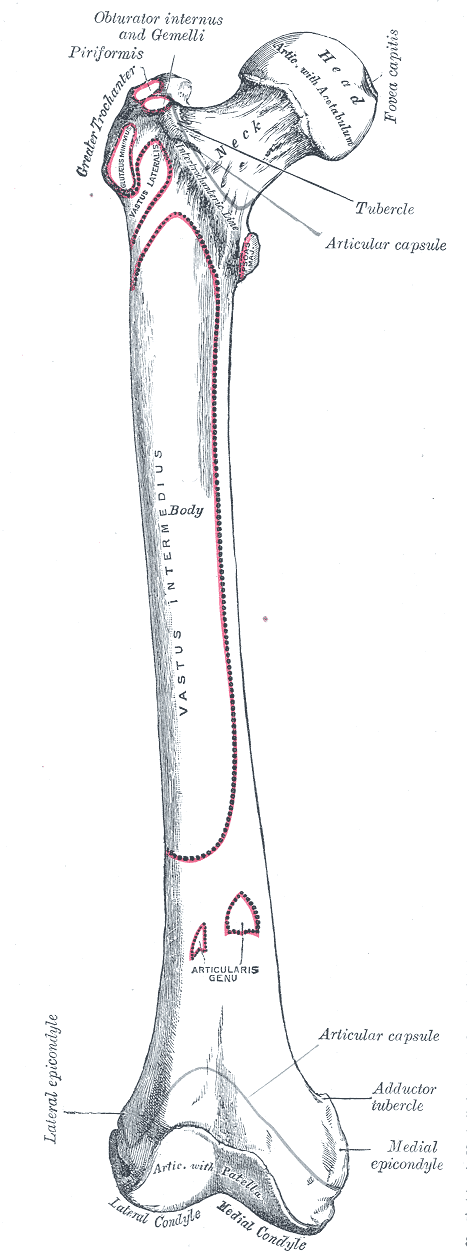
Fémur derecho, vista anterior.
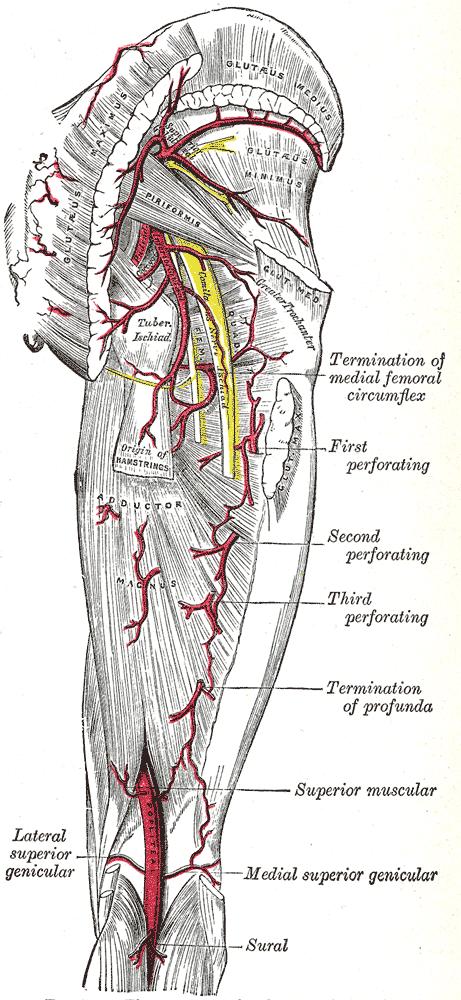
Arterias de las regiones glúteas y femoral posterior.
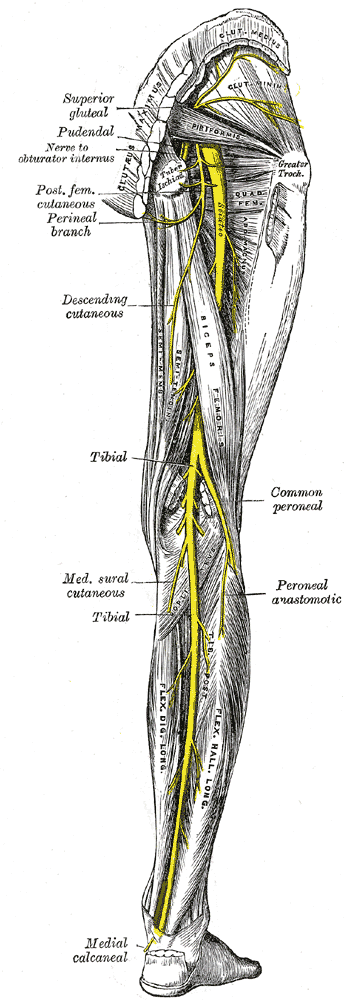
Nervios de la extremidad inferior derecha, vista posterior.